# Panamerika-Meisterschaften im Cyclocross
Die Panamerika-Meisterschaften im Cyclocross werden seit 2014 jährlich vom Radsport-Kontinentalverband COPACI an wechselnden Orten veranstaltet. Sie sind damit neben den Europameisterschaften die zweite Kontinentalmeisterschaft dieser Disziplin. Die Meisterschaften finden meistens Anfang November statt.

## Geschichte
Alle bisherigen Austragungen fanden in den Vereinigten Staaten oder Kanada statt, davon die ersten drei im Devou Park von Covington. Bei Männern wie Frauen gab es anfangs Wettkämpfe in den Kategorien Frauen Elite, Frauen U23, Männer U23 und Männer Junioren, ab der zweiten Ausgabe auch in der Männer-Elite. 2019 kam, wie auch bei Europa- und Weltmeisterschaften in derselben Saison, die Kategorie der Juniorinnen hinzu. 2020 fielen die Meisterschaften aufgrund der Corona-Pandemie aus. 2022 war erstmals Costa Rica als Ausrichter vorgesehen, kurzfristig musste jedoch Falmouth in den USA einspringen.
Die Sieger haben das Recht, ein Jahr lang bei allen Rennen ihrer Altersklasse das entsprechende Meistertrikot zu tragen, dessen Gestaltung mehrfach wechselte.
Ungeachtet des Namens sind die Panamerika-Meisterschaften fast ausschließlich eine Sache der USA und Kanadas, die jeweils Dutzende Fahrer aufbieten und bisher alle Meisterschaften ausrichteten und alle Medaillen gewannen. Von den übrigen Mitgliedsverbänden der COPACI entsandten bis einschließlich 2024 lediglich Argentinien, Chile, Kolumbien und Costa Rica einzelne Athleten.

## Austragungsorte
- 2014:  Covington (2. November)
- 2015:  Covington (1. November)
- 2016:  Covington (29. Oktober)[4]
- 2017:  Louisville (5. November)
- 2018:  Midland (4. November)
- 2019:  Midland (10. November)
- 2020: nicht ausgetragen
- 2021:  Garland (4. Dezember)
- 2022:  Falmouth (4. November)
- 2023:  Missoula (4.–5. November)
- 2024:  Missoula (3. November)

## Palmarès

### Männer Elite
| Jahr                   | Erster        | Zweiter             | Dritter             |
| ---------------------- | ------------- | ------------------- | ------------------- |
| 2015                   | Jeremy Powers | James Driscoll      | Stephen Hyde        |
| 2016                   | Stephen Hyde  | Jeremy Powers       | Daniel Summerhill   |
| 2017                   | Stephen Hyde  | Tobin Ortenblad     | Michael van den Ham |
| 2018                   | Curtis White  | Michael van den Ham | Kerry Werner        |
| 2019                   | Kerry Werner  | Curtis White        | James Driscoll      |
| 2020 nicht ausgetragen |               |                     |                     |
| 2021                   | Eric Brunner  | Curtis White        | Kerry Werner        |
| 2022                   | Eric Brunner  | Curtis White        | Lance Haidet        |
| 2023                   | Eric Brunner  | Scott Funston       | Gage Hecht          |
| 2024                   | Eric Brunner  | Curtis White        | Andrew Strohmeyer   |

### Frauen Elite
| Jahr                   | Erste             | Zweite            | Dritte                   |
| ---------------------- | ----------------- | ----------------- | ------------------------ |
| 2014                   | Katherine Compton | Meredith Miller   | Georgia Gould            |
| 2015                   | Katherine Compton | Kaitlin Antonneau | Rachel Lloyd             |
| 2016                   | Katherine Compton | Crystal Anthony   | Maghalie Rochette        |
| 2017                   | Katherine Compton | Kaitlin Keough    | Christel Ferrier-Bruneau |
| 2018                   | Maghalie Rochette | Ellen Noble       | Kaitlin Keough           |
| 2019                   | Maghalie Rochette | Clara Honsinger   | Rebecca Fahringer        |
| 2020 nicht ausgetragen |                   |                   |                          |
| 2021                   | Raylyn Nuss       | Ruby West         | Caitlin Bernstein        |
| 2022                   | Raylyn Nuss       | Sidney McGill     | Maghalie Rochette        |
| 2023                   | Isabella Holmgren | Clara Honsinger   | Katie Clouse             |
| 2024                   | Sidney McGill     | Isabella Holmgren | Katie Clouse             |

### Männer U23
| Jahr                   | Erster         | Zweiter           | Dritter           |
| ---------------------- | -------------- | ----------------- | ----------------- |
| 2014                   | Curtis White   | Logan Owen        | Andrew Dillman    |
| 2015                   | Andrew Dillman | Curtis White      | Tobin Ortenblad   |
| 2016                   | Curtis White   | Gage Hecht        | Spencer Petrov    |
| 2017                   | Gage Hecht     | Eric Brunner      | Cooper Willsey    |
| 2018                   | Gage Hecht     | Eric Brunner      | Cooper Willsey    |
| 2019                   | Gage Hecht     | Lane Maher        | Eric Brunner      |
| 2020 nicht ausgetragen |                |                   |                   |
| 2021                   | Scott Funston  | Tyler Clark       | Andrew Strohmeyer |
| 2022                   | Jack Spranger  | Andrew Strohmeyer | Daxton Mock       |
| 2023                   | Ian Ackert     | Luke Valenti      | Jules Van Kempen  |
| 2024                   | Ian Ackert     | Jack Spranger     | Henry Coote       |

### Frauen U23
| Jahr                   | Erste             | Zweite           | Dritte          |
| ---------------------- | ----------------- | ---------------- | --------------- |
| 2014                   | Maghalie Rochette | Allison Arensman | Laurel Rathbun  |
| 2015                   | Ellen Noble       | Allison Arensman | Hannah Finchamp |
| 2016                   | Ellen Noble       | Emma White       | Hannah Finchamp |
| 2017                   | Emma White        | Clara Honsinger  | Katie Clouse    |
| 2018                   | Clara Honsinger   | Ruby West        | Katie Clouse    |
| 2019                   | Ruby West         | Dana Gilligan    | Sidney McGill   |
| 2020 nicht ausgetragen |                   |                  |                 |
| 2021                   | Madigan Munro     | Lauren Zoerner   | Cassidy Hickey  |
| 2022                   | Lizzy Gunsalus    | Lauren Zoerner   | Cassidy Hickey  |
| 2023                   | Lauren Zoerner    | Ava Holmgren     | Jenaya Francis  |
| 2024                   | Lauren Zoerner    | Jenaya Francis   | Kaya Musgrave   |

### Junioren
| Jahr                   | Erster                   | Zweiter          | Dritter             |
| ---------------------- | ------------------------ | ---------------- | ------------------- |
| 2014                   | Gage Hecht               | Gavin Haley      | Christopher Blevins |
| 2015                   | Spencer Petrov           | Gage Hecht       | Eric Brunner        |
| 2016                   | Denzel Stephenson        | Gunnar Holmgren  | Lane Maher          |
| 2017                   | Benjamin Gomez Villafañe | Lane Maher       | Alex Morton         |
| 2018                   | Magnus Sheffield         | Nick Carter      | Carter Woods        |
| 2019                   | Andrew Strohmeyer        | Nick Carter      | Matthew Leliveld    |
| 2020 nicht ausgetragen |                          |                  |                     |
| 2021                   | Jack Spranger            | Ian Ackert       | Magnus White        |
| 2022                   | David Thompson           | Magnus White     | Ian Ackert          |
| 2023                   | David Thompson           | Henry Coote      | Luke Walter         |
| 2024                   | Garrett Beshore          | Benjamin Bravman | Émilien Belzile     |

### Juniorinnen
| Jahr                   | Erste            | Zweite           | Dritte            |
| ---------------------- | ---------------- | ---------------- | ----------------- |
| 2019                   | Madigan Munro    | Lizzy Gunsalus   | Lauren Zoerner    |
| 2020 nicht ausgetragen |                  |                  |                   |
| 2021                   | Ava Holmgren     | Chloe Fraser     | Isabella Holmgren |
| 2022                   | Ava Holmgren     | Vida Lopez       | Isabella Holmgren |
| 2023                   | Rafaelle Carrier | Vida Lopez       | Jorja Bond        |
| 2024                   | Alyssa Sarkisov  | Rafaelle Carrier | Aislin Hallahan   |